# フランクフルト市電S形電車
S形は、ドイツ・フランクフルトの路面電車路線のフランクフルト市電で使用されている電車（超低床電車）である。

## 概要・運用
ドイツの大都市であるフランクフルト・アム・マイン市内を走るフランクフルト市電には、1993年以降車内全体が低床構造となっている超低床電車のR形が導入された。だが、導入後は騒音や振動、電気機器の不調などのトラブルが頻発し、製造メーカー側の対応も不十分であった事から、市電を運営するフランクフルト市交通公社（VGF）はR形の導入契約を打ち切り、代わりとしてボンバルディア・トランスポーテーションが展開するフレキシティ・クラシックを導入する事を発表した。
フレキシティ・クラシックは前後に従来の路面電車車両で用いられていた回転軸や車軸を有する動力台車を設置した連接車で、そのうちフランクフルト市電に導入されたS形は両運転台式の3車体連接車である。R形と異なり、動力台車が存在する箇所は床上高さが高くなっているため車内にはステップが存在しており、完全な超低床電車ではない（部分超低床電車）が、その一方で走行時の信頼性や騒音・振動の削減、線路の摩耗減少などの効果が得られる他、既存の路面電車車両の技術を用いる事でR形よりも安価での導入が可能となっている。低床部分に存在する乗降扉は幅1.3 mの両開き式になっており、目印として黄色のピクトグラムが貼られている他、車内には黄色の手すりが備わっている。また車内には車椅子やベビーカーが設置可能なフリースペースがあり、冷暖房も完備されている。塗装にはVGFの標準塗装であるスバルビスタブルー（青緑色）が用いられている。
2003年から2007年にかけて65両（201 - 265）が導入された他、2013年にも9両（266 - 274）が増備された。2020年現在、フランクフルト市電の主力車両として全系統で使用されている。また3両（262 - 264）については2010年に開通したスウェーデン・ストックホルムの市内線（Spårväg City）へ貸し出され、車両の増備が行われた翌2011年まで使用された後返却されている。

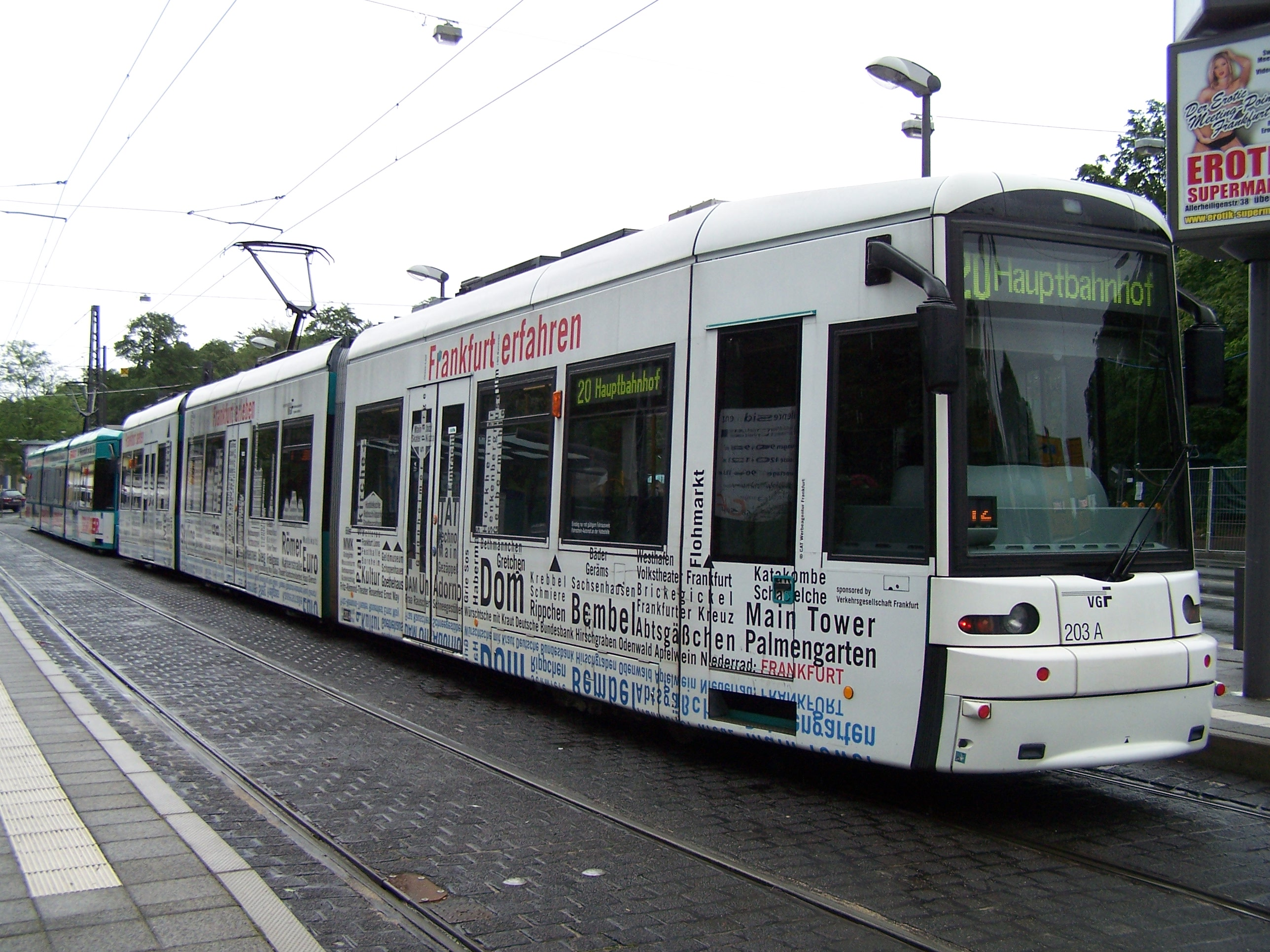
広告塗装（2007年撮影）
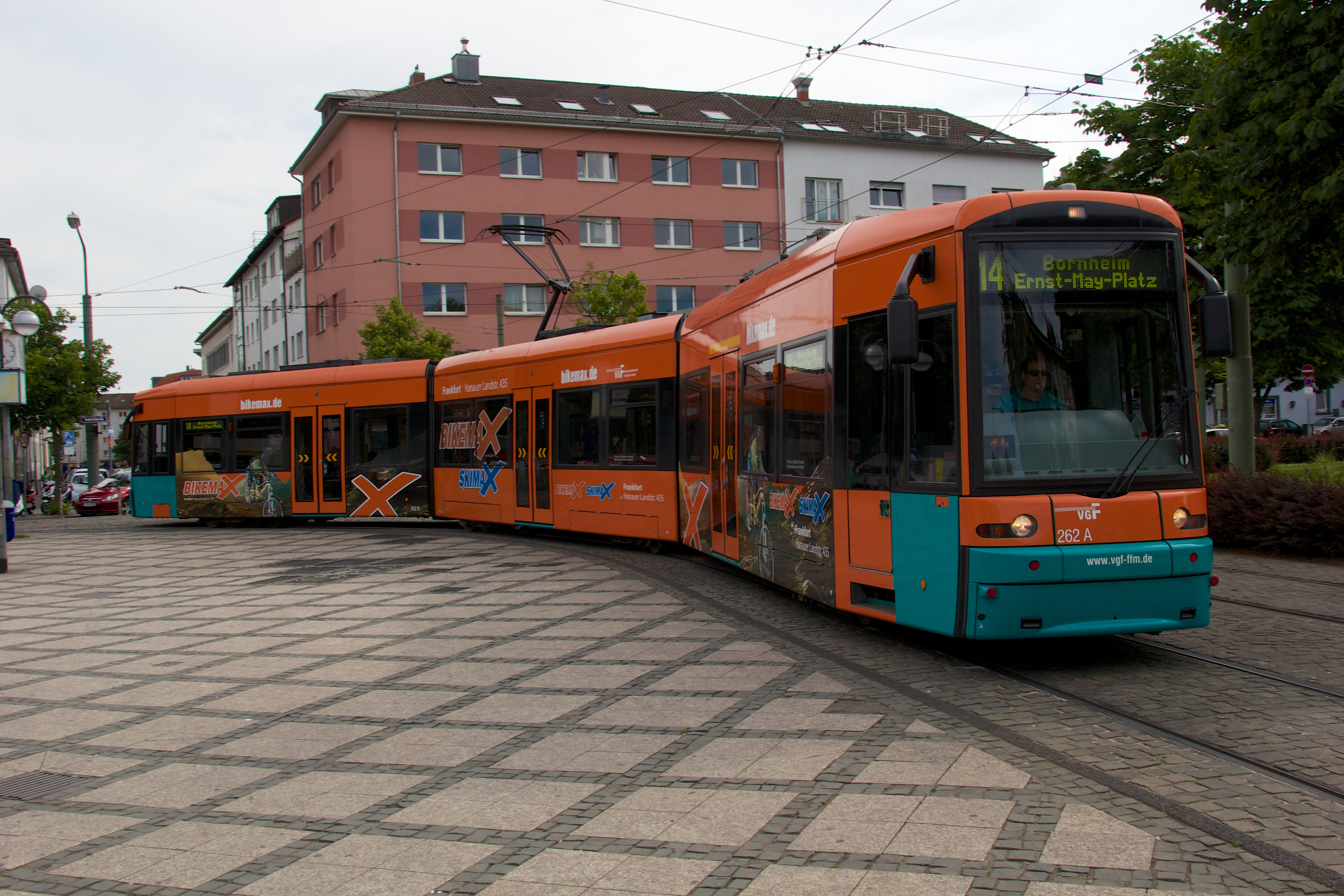
広告塗装（2014年撮影）
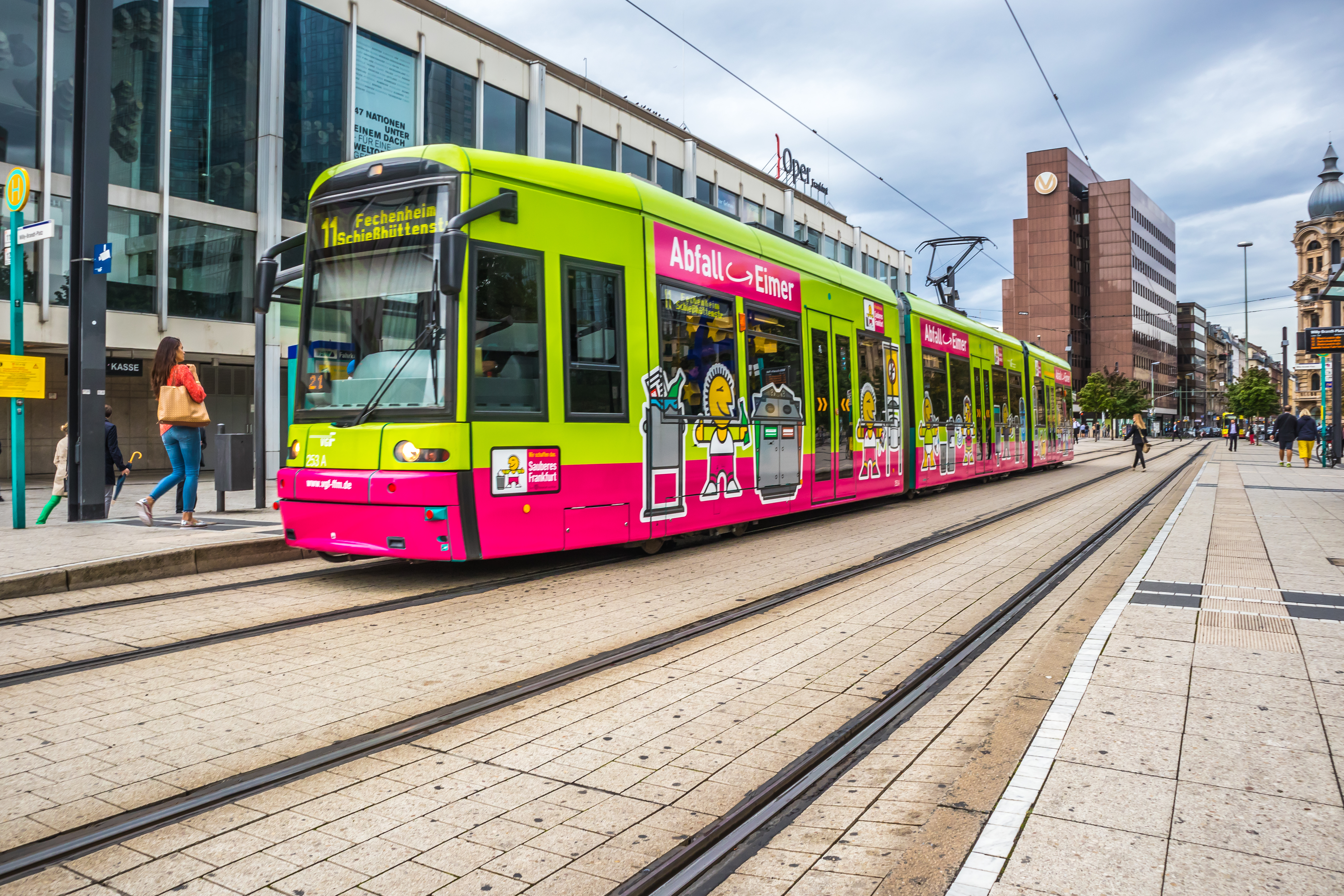
広告塗装（2020年撮影）
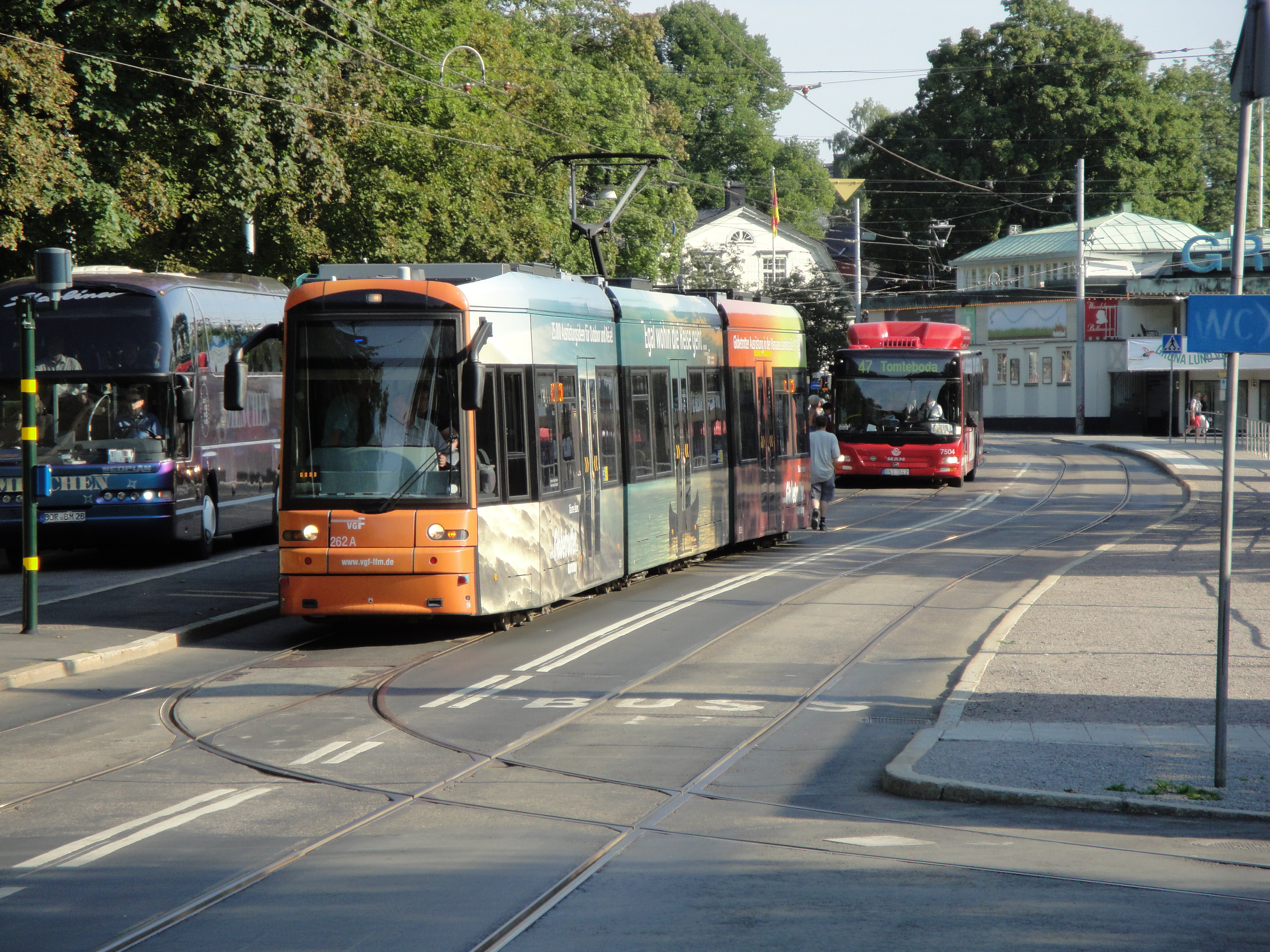
ストックホルム市内を走行するS形電車（2010年撮影）